# 三隅治雄
三隅 治雄（みすみ はるお、1927年（昭和2年） - ）は、日本の民俗学者、芸能研究者。元実践女子大学教授、東京国立文化財研究所名誉研究員。

## 経歴
1927年、大阪府に生まれた。國學院大學国文科に入学し、折口信夫・西角井正慶に師事。
卒業後は、東京国立文化財研究所に入り、芸能部部長を務めた。1976年、國學院大學に『民俗芸能史研究』を提出して文学博士の学位を取得した。1990年、実践女子大学教授となった。1998年に実践女子大学を定年退任。
学界では、芸能学会会長。また、民族芸術交流財団理事長、日本芸術文化振興会評議員、日本芸術文化興基金運営委員会委員。国立劇場おきなわ運営財団理事。公益財団法人日本民謡協会理事を務めている。

## 受賞・栄典
- 芸術祭賞受賞。
- 1996年秋：紫綬褒章を受章。

## 著作

### 著書
- 『郷土芸能』大同書院出版、1958、無形文化財全書
- 『民族の芸能』河出書房新社、1964、日本の民俗
- 『日本舞踊史の研究 歌舞伎舞踊と民俗舞踊』東京堂出版、1968
- 『原日本おきなわ その歴史と芸能』第三文明社・レグルス文庫、1972
- 『日本民俗芸能概論』東京堂出版、1972
- 『さすらい人の芸能史』日本放送出版協会・NHKブックス、1974
- 『芸能史の民俗的研究』東京堂出版、1976
- 『祭りの情念』三一書房、1977
- 『日本民俗文化大系 7、早川孝太郎 ふるさとの民俗誌』講談社、1978
- 『祭りと神々の世界 日本演劇の源流』渡辺良正写真、日本放送出版協会・NHKブックス カラー版、1979
- 『芸能の谷 伊那谷』全4巻 新葉社、1986
- 『舞踊・その愛のしぐさ』日本放送出版協会、1987、NHK市民大学
- 『民俗芸能の芸』東京書籍、1987、日本の芸シリーズ
- 『日本の民謡と舞踊』大阪書籍・朝日カルチャーブックス 1990
- 『踊りの宇宙 日本の民族芸能』吉川弘文館・歴史文化ライブラリー 2002
- 『華麗に神々舞う里 山里と人が一番輝く時 天竜川水系まつり紀行-日本文化交流の大動脈』新葉社、2008
- 『原日本・沖縄の民俗と芸能史』沖縄タイムス社、2011

### 共編著
- 『沖縄の芸能』編、邦楽と舞踊出版部、1969
- 『雪祭り』中村浩共編、東京堂出版、1969
- 『沖縄文化史辞典』真栄田義見、源武雄共編、東京堂出版、1972
- 『日本民謡辞典』仲井幸二郎、丸山忍共編、東京堂出版、1972
- 『日本庶民文化史料集成 第1巻、神楽・舞楽』上田正昭、本田安次と責任編集 三一書房、1974
- 『日本祭祀研究集成 第3巻、祭りの諸形態 1 北海道・東北・関東篇』岩崎敏夫共編 名著出版、1976
- 『日本祭祀研究集成 第4巻、祭りの諸形態 2 中部・近畿篇』坪井洋文共編、名著出版、1977
- 『日本祭祀研究集成 第5巻、祭りの諸形態 3 中国・四国・九州・沖縄篇』坪井洋文共編 名著出版、1977
- 『祭りと芸能の旅 6、九州・沖縄』萩原秀三郎共編、ぎょうせい、1978
- 『日本祭礼地図』本田安次、田原久、宮本常一共編、国土地理協会、1979
- 『初代若柳吉三次 踊りばか一代』編著、芸能発行所、1980
- 『大衆芸能資料集成 第2巻、祝福芸 2 大神楽』中村茂子共編、三一書房、1981
- 『日本の祭り 8、九州・沖縄』編著、講談社、1982
- 『神々の国から 日本文化のふるさと、再生への道標 三遠信の祭り』編著、三遠信刊行会、1990
- 『日本の民俗芸能調査報告書集成』全24巻補遺2、大島暁雄、吉田純子共編、海路書院、2004-2007
- 『全国年中行事辞典』編著、東京堂出版、2007
- 『祭・芸能・行事大辞典』小島美子、鈴木正崇、宮家準、宮田登、和崎春日共監修、朝倉書店、2009